# 任仲夷
任仲夷（1914年9月—2005年11月15日），原名任兰甲，曾用名任夷，男，直隶威县人，（ 威縣今天隸屬河北省邢臺市 ). 中华人民共和国高级地方官，中国共产党元老。任仲夷被认为是中国大陸1970年代末以后的改革年代中，最重要的改革者和政治家之一。曾任中共哈尔滨市委第一书记，中共辽宁省委省委第一书记（1978年—1980年），中共广东省委第一书记（1980年—1985年），中央顾问委员会委员。在晚年，仍然能利用他个人的影响和威望，对中国大陸的时局和未来发表意见；任於2005年11月15日13时46分在广州因病逝世，享年91岁。

## 生平
任仲夷是河北邢台威县西小庄人。1935年在北平中国大学就读期间参加“一二·九”抗日救国学生运动。1936年3月参加中国共产主义青年团，同年5月转中国共产党。1936年任北平市中共中国大学党支部书记。1937年任北平市中共西北区委书记。抗日至國共內戰时期在山东、河北、大连等地工作。中華人民共和國建國後直到文革，任仲夷在哈尔滨工作；1958年任黑龍江省委書記兼哈爾濱第一書記，至文革爆發後被解職，被作为走资派残酷批斗。1972年以后任中共黑龙江省委书记。
文革後，在辽宁短期工作（其间主持了张志新的平反），任中共辽宁省委第二书记、第一书记，在真理标准大讨论中率先反对“两个凡是”。担任中共辽宁省委第一书记期间，任仲夷曾向中共中央主席华国锋提议在大连市设立经济特区。尽管当时得到了华国锋的肯定，但是大连特区设想并未实现。一种说法是中共中央后来考虑到广东、福建四座城市的条件更好，因此没有考虑大连；另一种说法是设立特区的想法当时在中共高层遭遇了阻力。1980年11月，他被邓小平派到广东接替进入中央的习仲勋任省委第一书记，领导广东的改革开放。在广东早期最艰难、来自上下压力最大的改革开放时期，任仲夷发挥了重要的作用。此段时期的政绩，亦成为他一生中最重要的政绩。广东的先行一步，亦对带动全国改革起到广泛影响。
退休后，他仍然十分活跃于公共事务，除了参加党与政府的会议，亦经常发表讲话、发表文章、接受访谈，利用他的地位和影响针砭时弊，探讨中国发展的出路。他多次呼吁中国应该进行政治体制改革，并提出建立“政治特区”。2004年南方都市报案，他与广东省元老吴南生等一起致函时任中共广东省委书记张德江，要求从宽处理程益中等人；同年，在纪念邓小平的活动中，他接受采访，称邓小平的成就巨大，但亦有不足：没有利用他的威望和影响适时地进行他主张的政治体制改革，因而带来今日中国经济、社会发展的种种弊端。文章在《炎黄春秋》2004年第8期上发表，另在《同舟共进》、《南风窗》等杂志发表，引起高层不满。

### 推普爭議
1980年代初，深圳歷史上與廣州及香港一樣以粵語為強勢。而任等不樂見本土粵語主導大勢，1982年上半年，任就指示廣東電臺加强推广普通话工作，組織語言專家編寫推廣普通話的廣播稿，在電台開設《廣東人怎樣學好普通話》的講座，還先后以省委的名义发了两个文件，规定县以上的党代会等大型会议必须讲普通话。其花費大量人力、財力，推普力度可算首屈一指。1984年11月，任在會見中國文字改革委員會主任劉導生時強調：「廣東必須用普通話統一全省語言」。任指，廣東在幹部年輕化過程中，許多新提拔幹部來自地方，有些縣委開會已不講普通話。任聲稱，廣東講廣州話的人大約只有三分之一左右，三分之二左右的人講潮州話、客家話、海南話等。廣東不能用廣州話統一全省各地的語言，要用普通話來統一。開放城市和地區，語言不應封閉。任又提出在學校裡，教師要帶頭講普通話，學生進學校就要講普通話。廣州公共巴士報站，也要用普通話和廣州話兩種語言。如再進一步，就只用普通話報站，因廣州當地人認得站，需要報站的主要是外地乘客。服務行業招工必須考核普通話，不會講普通話的今後不予錄取。1988年，其主張進一步採取措施強行推普，當局為此專門成立深港語言研究所，對深圳的語言生活進行了大量的調查研究，提出用普通話統一深圳語言的戰略方針。

在強硬執行推普工作下，扭轉粵語原本作為深圳中心通行語言的情勢。1987年7月，退下来的任會見关国栋（時《羊城晚報》总编辑），同其专门谈起了推普的问题，認為“推广普通话这件事，一定要下大决心用大气力，决不能看作可有可无。”，晚报即時跟進撰文。1999年，任在為書題詞時更放言：
|  | 用普通話統一廣東語言，深圳要做全省模範。 |

由於推普政策的強烈衝擊，深圳的公眾場合語言已變成以普通話為主導，大多數的公共服務不再設有粵語服務，更遑論客家話。教學媒介及社會大環境長期受普通話主導之影響，深圳人在語言交流上整體上普通話為主。由於香港未有強力推普干擾，因此粵語仍可以維持一定的地位。因省港仍可維持粵語輻射影響，有人則認為要阻止粵語恢復歷史影響力。

## 家庭
- 夫人：王玄，曾担任省委组织部副部长、副市长等职务[11]。
- 长子：任念崎 [11]
- 次子：任克宁[11]，中国航天基金会理事[12]。
- 幼子：任克雷[11]，深圳华侨城集团公司总裁、党委书记，华侨城控股股份有限公司董事长。曾任中共深圳市委秘书长。[13]
- 传言女儿叫任克英[14][15]，为赵紫阳儿媳（赵四军的夫人）[16]，但尚未有更有效证据。
- 孙：任意，任仲夷次子任克宁之子[17]，曾于英国求学，并经其祖父任仲夷写信引荐，受到傅高义教授邀请并担任其研究助理，他后来在哈佛大学肯尼迪政府学院拿到了硕士学位，曾供职费正清东亚研究中心[18]。以网名 @兔主席 活跃在社交平台，在新浪微博因对华为副董事长兼CFO孟晚舟加拿大被捕时持有多本护照发表看法引发争议[19]。